# Saut à la perche masculin aux championnats du monde d'athlétisme 2009
Navigation
Osaka 2007 Daegu 2011
L'épreuve du saut à la perche masculin des championnats du monde d'athlétisme de 2009 s'est déroulée les 20 et 22 août 2009 dans le Stade olympique de Berlin, en Allemagne. Elle est remportée par l'Australien Steven Hooker.

## Critères de qualification
Pour se qualifier, il fallait avoir réalisé au moins 5,70 (minimum A) ou 5,55 m (minimum B) du 1er janvier 2008 au 3 août 2009.

## Médaillés
| Or            | Argent        | Bronze            |
| Steven Hooker | Romain Mesnil | Renaud Lavillenie |

## Résultats

### Qualifications
La limite de qualification était fixée à 5,75 m (ou au moins pour les 12 meilleurs placés). La qualification s'est terminée à la barre de 5,65 m (q), franchie par 11 athlètes. 15 perchistes se sont qualifiés. Parmi ces 15 qualifiés, Steven Hooker a passé 5.65 m à son premier essai mais s'est blessé à la réception.
| Rang | Athlète                | Pays         | Hauteur     | Par hauteur | Par hauteur | Par hauteur | Par hauteur | Par hauteur |
|      |                        |              | 5,25        | 5.40        | 5,55        | 5,65        |             |             |
| ---- | ---------------------- | ------------ | ----------- | ----------- | ----------- | ----------- | ----------- | ----------- |
| 1    | Steven Hooker          | Australie    | 5,65 m q    | -           | -           | -           | o           |             |
| 2    | Romain Mesnil          | France       | 5,65 m q    | -           | -           | xo          | o           |             |
| 2    | Maksym Mazuryk         | Ukraine      | 5,65 m q    | -           | o           | xo          | o           |             |
| 4    | Damiel Dossevi         | France       | 5,65 m q    | -           | o           | o           | xo          |             |
| 5    | Giuseppe Gibilisco     | Italie       | 5,65 m q    | -           | o           | o           | xxo         |             |
| 6    | Malte Mohr             | Allemagne    | 5,65 m q    | -           | -           | xo          | xxo         |             |
| 6    | Aleksandr Gripich      | Russie       | 5,65 m q    | o           | o           | xo          | xxo         |             |
| 8    | Derek Miles            | États-Unis   | 5,55 m q    | -           | -           | o           | xxx         |             |
| 9    | Jeremy Scott           | États-Unis   | 5,55 m      | -           | o           | xo          | xxx         |             |
| 10   | Konstadínos Filippídis | Grèce        | 5,55 m      | o           | o           | xxo         | xxx         |             |
| 11   | Kim Yoo-suk            | Corée du Sud | 5,55 m (SB) | xo          | o           | xxo         | xxx         |             |
| 11   | Igor Pavlov            | Russie       | 5,55 m      | -           | xo          | xxo         | xxx         |             |
| 13   | Spas Bukhalov          | Bulgarie     | 5,40 m      | -           | xo          | -           | xxx         |             |
| 13   | Jan Kudlička           | Tchéquie     | 5,40 m      | -           | xo          | xxx         |             |             |
| 13   | Luke Cutts             | Royaume-Uni  | 5,40 m      | -           | xo          | xxx         |             |             |
| 16   | Yevgeniy Olkhovskiy    | Israël       | 5,40 m      | xo          | xo          | xxx         |             |             |
| 17   | Takafumi Suzuki        | Japon        | 5,25 m      | xo          | xxx         |             |             |             |
| 18   | Jesper Fritz           | Suède        | NM          | -           | x           |             |             |             |

| Rang | Athlète              | Pays        | Hauteur       | Par hauteur | Par hauteur | Par hauteur | Par hauteur | Par hauteur |
|      |                      |             | 5,25          | 5.40        | 5,55        | 5,65        |             |             |
| ---- | -------------------- | ----------- | ------------- | ----------- | ----------- | ----------- | ----------- | ----------- |
| 1    | Renaud Lavillenie    | France      | 5,65 m q      | -           | o           | o           | o           |             |
| 1    | Alexander Straub     | Allemagne   | 5,65 m q      | -           | -           | o           | o           |             |
| 3    | Steven Lewis         | Royaume-Uni | 5,65 m q      | -           | o           | xo          | xxo         |             |
| 4    | Alhaji Jeng          | Suède       | 5,65 m q (SB) | -           | xo          | xxo         | xxo         |             |
| 5    | Kevin Rans           | Belgique    | 5,55 m q      | -           | o           | o           | xxx         |             |
| 5    | Daichi Sawano        | Japon       | 5,55 m q      | -           | -           | o           | xxx         |             |
| 5    | Viktor Chistyakov    | Russie      | 5,55 m q      | -           | -           | o           | xxx         |             |
| 8    | Björn Otto           | Allemagne   | 5,55 m        | -           | xo          | xxo         | xxx         |             |
| 9    | Leonid Andreyev      | Ouzbékistan | 5,55 m        | xxo         | o           | xxo         | xxx         |             |
| 10   | Eemeli Salomäki      | Finlande    | 5,40 m        | o           | o           | xxx         |             |             |
| 10   | Łukasz Michalski     | Pologne     | 5,40 m        | -           | o           | xxx         |             |             |
| 12   | Toby Stevenson       | États-Unis  | 5,40 m        | -           | xo          | xxx         |             |             |
| 13   | Jurij Rovan          | Slovénie    | 5,40 m        | xo          | xo          | xxx         |             |             |
| 14   | Denys Fedas          | Ukraine     | 5,25 m        | o           | xxx         |             |             |             |
| 15   | Fábio Gomes da Silva | Brésil      | NM            | -           | xxx         |             |             |             |
| 16   | Oleksandr Korchmid   | Ukraine     | NM            | -           | xxx         |             |             |             |
| 17   | Brad Walker          | États-Unis  | DNS           |             |             |             |             |             |

### Finale
| Rang               | Athlète            | Pays        | Essais | Essais | Essais | Essais | Essais | Essais | Essais | Marque | Notes |
| Rang               | Athlète            | Pays        | 5,50 m | 5,65 m | 5,75 m | 5,80 m | 5,85 m | 5,90 m | 5,95 m | Marque | Notes |
| ------------------ | ------------------ | ----------- | ------ | ------ | ------ | ------ | ------ | ------ | ------ | ------ | ----- |
| Médaille d'or      | Steven Hooker      | Australie   | -      | -      | -      | -      | x-     | o      | --     | 5,90 m |       |
| Médaille d'argent  | Romain Mesnil      | France      | o      | o      | x-     | o      | o      | x-     | xx     | 5,85 m | SB    |
| Médaille de bronze | Renaud Lavillenie  | France      | o      | o      | xxo    | o      | x-     | x-     | x      | 5,80 m |       |
| 4                  | Maksym Mazuryk     | Ukraine     | o      | xo     | o      | x-     | xx     |        |        | 5,75 m |       |
| 5                  | Aleksandr Gripich  | Russie      | o      | xxo    | o      | xxx    |        |        |        | 5,75 m | PB    |
| 6                  | Damiel Dossevi     | France      | o      | o      | xo     | xxx    |        |        |        | 5,75 m | PB    |
| 7                  | Alexander Straub   | Allemagne   | xo     | xo     | xxx    |        |        |        |        | 5,65 m |       |
| 7                  | Giuseppe Gibilisco | Italie      | xo     | xo     | xx-    | x      |        |        |        | 5,65 m |       |
| 7                  | Steven Lewis       | Royaume-Uni | xo     | xo     | xxx    |        |        |        |        | 5,65 m |       |
| 10                 | Daichi Sawano      | Japon       | o      | xxx    |        |        |        |        |        | 5,50 m |       |
| 10                 | Viktor Chistiakov  | Russie      | o      | xxx    |        |        |        |        |        | 5,50 m |       |
| 12                 | Alhaji Jeng        | Suède       | xo     | xxx    |        |        |        |        |        | 5,50 m |       |
| 12                 | Kevin Rans         | Belgique    | xo     | xxx    |        |        |        |        |        | 5,50 m |       |
| 14                 | Malte Mohr         | Allemagne   | xxo    | xxx    |        |        |        |        |        | 5,50 m |       |
|                    | Derek Miles        | États-Unis  | xxx    |        |        |        |        |        |        | NM     |       |

### Légende
Records et Performances
- AR : Record continental (area record)
- CR : Record des championnats (championship record)
- MR : Record du meeting (meet record)
- NR : Record national (national record)
- OR : Record olympique (olympic record)
- PR : Record paralympique (paralympic record)
- PB : Record personnel (personal best)
- SB : Meilleure performance personnelle de la saison (season's best)
- WL : Meilleure performance mondiale de l'année (world leader)
- WJR : Record du monde junior (world junior record)
- WR : Record du monde (world record)

Circonstances et Conditions
- DNF : N'a pas terminé (did not finish)
- DNS : N'a pas pris le départ (did not start)
- DQ : Disqualification (disqualification)
- NM : Aucun essai valable enregistré (No Mark)
- Q : Qualifié « directement » au prochain tour (ou à la prochaine compétition), lors d'une compétition majeure, grâce au classement ou à la réalisation des minima (automatic qualifier)
- q : Qualifié au prochain tour (ou à la prochaine compétition), lors d'une compétition majeure, grâce au repêchage ou à la réalisation de l'une des meilleures performances parmi celles des « non qualifiés directement » (grâce au meilleur temps ou à la meilleure distance par exemple) (secondary qualifier)